# Palaeaspilates albiannularia
Palaeaspilates albiannularia là một loài bướm đêm trong họ Geometridae.